# LinDa Saphan
LinDa Saphan (geb. 1975 in Phnom Penh, Kambodscha) ist eine kambodschanische Künstlerin und Sozialanthropologin. Sie wuchs in Kanada auf und studierte in Frankreich. Sie unterstützt kambodschanische Künstlerinnen und war 2005 Mitorganisatorin des ersten Visual Arts Festivals, das kambodschanische Künstler feierte. Sie verwendet bei ihren Arbeiten Textilien und Stickereien. Als Wissenschaftlerin ist Saphan Assistant Professor für Soziologie an der Universität Paris-Nanterre.

## Ausbildung und Karriere
Geboren 1975 in Phnom Penh, floh ihre Mutter mit ihr 1982 von den Roten Khmer nach Kanada. In Montreal aufgewachsen, fühlte sie sich als einzige asiatische und protestantische Schülerin an der High School, die sie besuchte, als Außenseiterin.
2005 organisierte Saphan zusammen mit dem kambodschanischen Bildhauer und Installationskünstler Sopheap Pich und der US-amerikanischen Food-Fotografin Erin Gleeson das Visual Arts Open Festival und eine Kunstausstellung in der New Art Gallery in Phnom Penh, bei der 19 zeitgenössische Künstler vorgestellt wurden. Die Ausstellung wurde als wichtiger Wendepunkt in der jüngeren Geschichte der kambodschanischen Kunst angesehen. Sie präsentierte Werke von einer Vielzahl von Künstlern. Zwei davon waren ältere Herren: Van Nath (der die Gefangenschaft im Tuol Sleng-Gefängnis der Roten Khmer überlebt hatte) und Svay Ken, der Stillleben von Alltagsgegenständen präsentierte. Die jüngere Generation aus den 1970er Jahren war durch Leang Seckon, der die Königliche Akademie der Schönen Künste besuchte, und die Ausstellungsmacher Linda Saphan und Sopheap Pich vertreten. Letztere, beide Flüchtlinge, erhielten ihre Ausbildung in Kanada, den Vereinigten Staaten und Frankreich.
Als Vertreter der zurückkehrenden Diaspora stellte Saphan eine von der kambodschanischen Zeichenkunst inspirierte Serie aus. Sie bestand aus nationalen Berühmtheiten, deren Gesichter mit weißer Farbe übermalt waren, um ihre angeborene Schönheit widerzuspiegeln. Außerdem präsentierte sie eine Holzkiste mit Reissamenschoten, die die Zahl 1970 bildeten, das Jahr, in dem die Amerikaner begannen, Kambodscha zu bombardieren. Jede Schote zeigt ein Foto einer Person, das mit weißer Farbe, der buddhistischen Farbe der Trauer, eingerahmt war. Visual Arts Open war ein durchschlagender Erfolg. Nachdem die Ausstellung drei Wochen lang in Phnom Penh zu sehen war, wurde sie an Wochenenden in Galerien, Restaurants und Geschäften der Stadt gezeigt. Sie wurde von Hunderten von Besuchern besucht, und die Künstler selbst konnten ihre Werke für insgesamt mehr als 15.000 US-Dollar verkaufen.
Im Jahr 2006 rief Saphan das Programm Selapak Neari ins Leben, das junge Künstler zur Zusammenarbeit und zur Ausstellung ihrer Werke ermutigte. Ihre Bemühungen haben vor allem Künstlerinnen in ganz Kambodscha unterstützt.
Saphan schloss ihr Studium der Soziologie und Anthropologie an der Universität Paris-Nanterre 2007 mit einem Doktorgrad ab. Sie resultierte in ihrer Dissertation französisch Renaissance des espaces publics à Phnom Pénh: processus d'appropriations urbaines et dynamiques de la citadinité des nouveaux habitants de la capitale cambodgienne ‚Wiedergeburt öffentlicher Räume in Phnom Penh: städtische Aneignungsprozesse, Dynamik der neuen Bewohner der kambodschanischen Hauptstadt‘.
Während der Arbeit an ihrer Dissertation in Kambodscha lernte Saphan den italienischen Regisseur John Pirozzi kennen, der an seinem Film Don't Think I've Forgotten arbeitete. Darin wird das goldene Zeitalter von Phnom Penh gefeiert. Sie half Pirozzi bei der Recherche über die Geschichte der Stadt und ihrer früheren Gemeinschaften. Die beiden heirateten und bekamen 2010 eine Tochter, Sothea.
Im Jahr 2011 stellte Saphan erneut in Phnom Penh aus und präsentierte 21 Zeichnungen im Bophana Centre unter dem Titel „Black is Black“.